# Apeninos tosco-emilianos
Los Apeninos tosco-emilianos constituyen el tramo medio de los Apeninos septentrionales y por lo tanto de la cordillera de los Apeninos. Afecta en particular a la Toscana y la región histórica de Emilia. La cima más alta es el Monte Cimone.
El paso de la Cisa lo separa por el noroeste de los Apeninos ligures; el paso de la Futa lo separa al sureste de los Apeninos tosco-romañolos.

## Montañas
Las montañas principales de los Apeninos tosco-emilianos son:
- Monte Cimone - 2165 m
- Monte Cusna - 2121 m
- Monte Prado - 2054 m
- Alpe de Succiso - 2017 m
- Monte Giovo - 1991 m
- Monte Casarola - 1978 m
- Monte Rondinaio - 1964 m
- Monte Lagoni - 1962 m
- Corno alle Scale - 1945 m
- Alpe Tre Potenze - 1940 m
- Libro Aperto - 1937 m
- Monte Gomito - 1892 m
- Monte Sillara - 1861 m
- Cima del Omo - 1859 m
- Monte Cavalbianco - 1855 m
- Monte Cupolino - 1852 m
- Monte Marmagna - 1852 m
- Monte Orsaro - 1830 m
- Monte Spigolino - 1827 m
- Monte La Nuda - 1827 m
- Monte Gennaio - 1810 m
- Monte Nuda - 1775 m
- Monte Giovarello - 1760 m
- Balzo delle Rose - 1739 m
- Monte Ventasso - 1727 m
- Pedata del Diavolo - 1665 m
- Alpesigola - 1642 m
- Monte Modino - 1557 m
- Sasso Tignoso - 1492 m
- Monte Pidocchina - 1296 m
- Croce delle Lari - 1200 m
- Monte Verruca - 820 m
- Monte Pero - 760 m

## Territorio de la vertiente emiliana

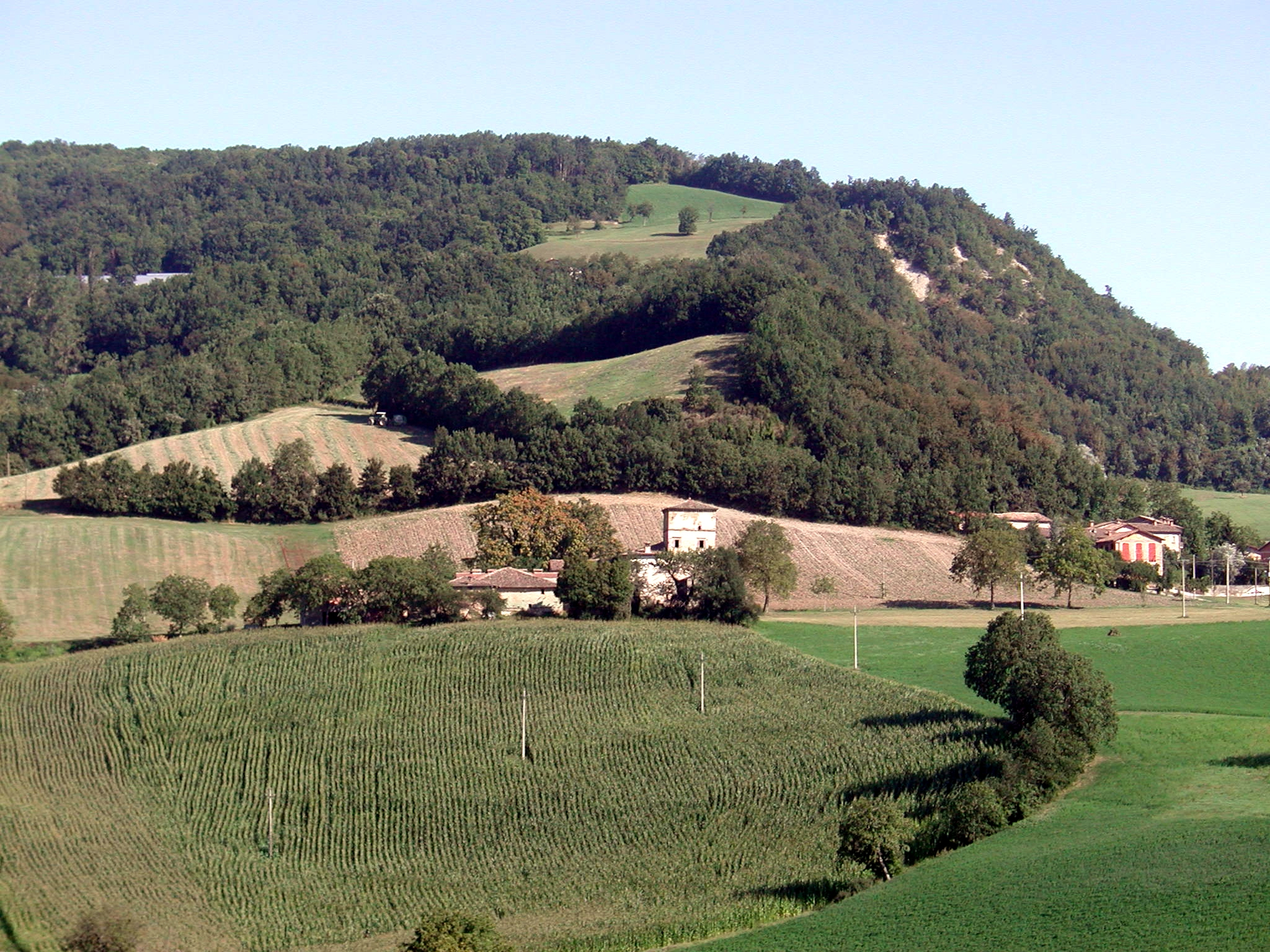
Apeninos reggianos: paisaje apenínico: municipio de Carpineti.

- Apeninos boloñeses
- Apeninos de Módena (Frignano)
- Apeninos reggianos
- Apeninos parmesanos

## Territorios de la vertiente toscana
Los valles que descienden hacia el sur son amplios y fértiles: 
- la Lunigiana, que toma el nombre de la antigua ciudad portuaria de Luni (actualmente sitio arqueológico) y recorrida por el río Magra
- la Garfagnana, al fondo de la cual entre los Alpes Apuanos y el Monte Cimone discurre el Serchio
- la Montagna Pistoiese
- Valle de Bisenzio
- Valle de Nievole

## Puertos

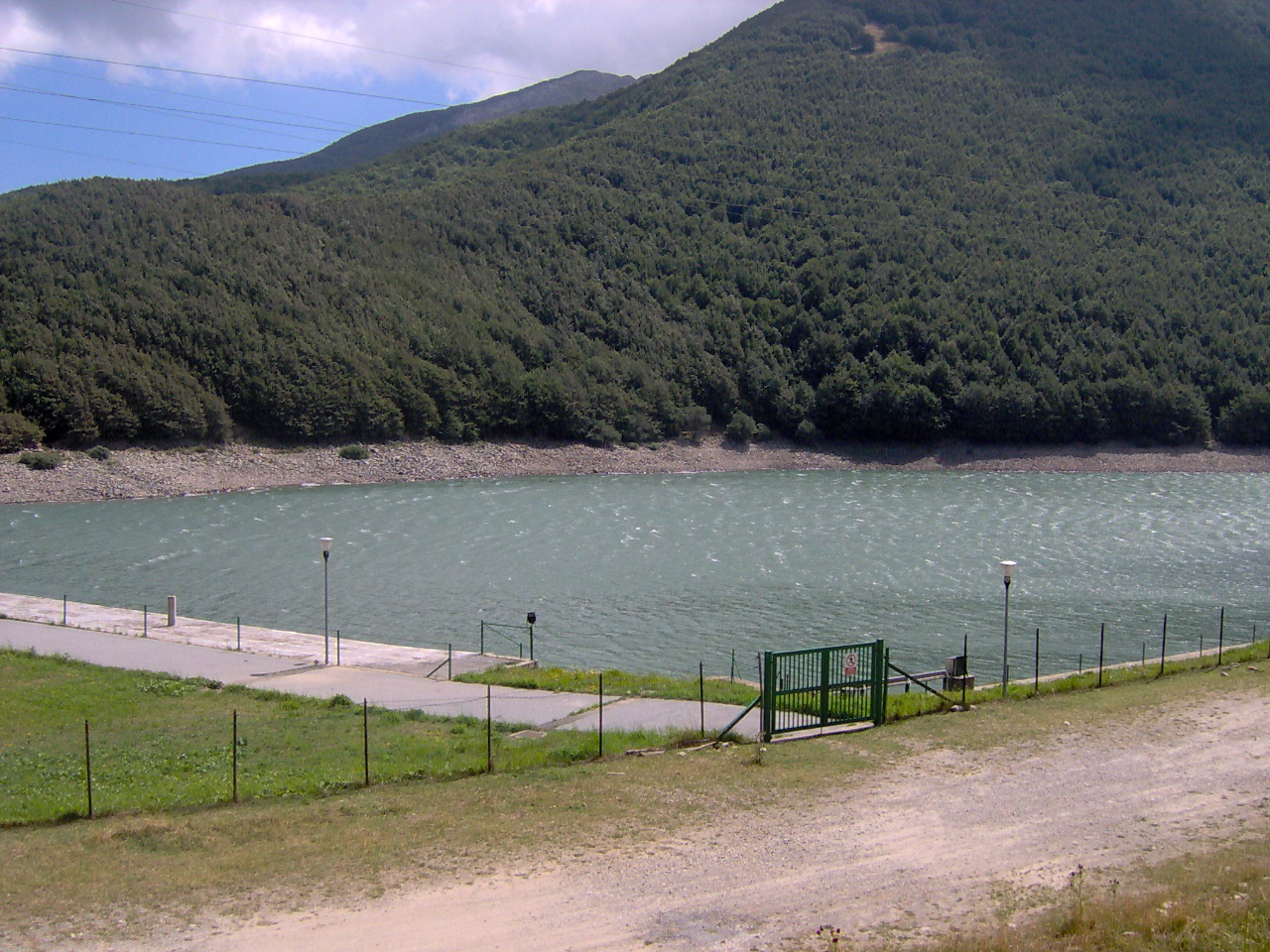
Lago Paduli cerca del paso del Lagastrello.

Los puertos principales que afectan a los Apeninos tosco-emilianos son:
- Foce a Giovo - 1711 m
- Paso de la Pradarena - 1579 m
- Paso delle Radici - 1529 m
- Paso del Abetone - 1388 m
- Paso del Cerreto - 1261 m
- Paso de Cirone - 1255 m
- Paso del Lagastrello - 1200 m
- Paso de la Cisa - 1045 m
- Paso de la Raticosa - 968 m
- Paso de la Collina - 932 m
- Paso de la Futa - 903 m
- Paso de Monte Oppio - 821 m